# Mihail Ioszifovics Jakusin
Mihail Ioszifovics Jakusin (oroszul: Михаил Иосифович Якушин; Moszkva, 1910. november 15. – Moszkva, 1997. február 3.) orosz labdarúgóedző.

## Pályafutása

### Edzőként
Két alkalommal irányította szövetségi kapitányként a szovjet válogatottat. Először 1959-ben, majd 1967 és 1968 között. Az 1968-as Európa-bajnokságra sikeresen kivezette a válogatottat, ahol a 4. helyen végeztek.

## Sikerei, díjai

### Játékosként
Gyinamo Moszkva
- Szovjet bajnok (3): 1936, 1937, 1940
- Szovjet kupa (1): 1937

### Edzőként
Gyinamo Moszkva
- Szovjet bajnok (6):  1945, 1949, 1954, 1955, 1957, 1959
- Szovjet kupa (1): 1953

Dinamo Tbiliszi
- Szovjet bajnok (1):  1964